# S-chanf
S-chanf (em italiano: Scanevo) é uma comuna da Suíça, no Cantão Grisões, com 712 habitantes. Estende-se por uma área de 137,90 km², de densidade populacional de 5 hab/km². Confina com as seguintes comunas: Bergün/Bravuogn, Davos, Livigno (IT - SO), Madulain, Susch, Zernez, Zuoz.
As línguas oficiais nesta comuna são o alemão e o romanche.

## Nome
S-chanf foi mencionada pela primeira vez por volta do ano 1137, como Scaneves. Em 1356, foi mencionada como Scanevo. O nome S-chanf, do romanche, é pronunciado [ʃtɕanf]. O nome alemão Scanfs foi oficial até 1943.
Chapella é uma capela, mencionada em 1209. Sasauna foi mencionada como Sauzana, em 1285.

## Geografia
S-chanf tem uma área de 138 km2. Desta área, 23,7% é usada na agricultura, enquanto 18,6% é ocupada por florestas. Do resto do território, 0,6% é construído (edifícios ou estradas), e o restante (57,1%) corresponde a áreas não-produtivas (rios, geleiras e montanhas).
A comuna está localizada na Engadina alta, no distrito de Maloja, ao longo do rio Inn, e na entrada do Passo Casanna. Consiste na vila de S-chanf, com as seções de Cinuos-chel e Susauna. A altitude da vila é de 1.662 metros.
Susauna é uma aldeia no território da comuna de S-chanf, situada na estrada que leva ao Passo Scaletta, uma rota internacional histórica de comércio.

## Demografia
Em 1850, S-chanf possuía uma população de 439 habitantes, sendo que todos falavam romanche. A população decresceu para 402 no ano de 1900 e aumentou novamente para 460, no ano de 1950.
Em 31 de dezembro de 2010, a população da comuna era de 712 habitantes. Em 2008, 11,2% da população era composta por estrangeiros. Nos últimos 10 anos, a população aumentou na razão de 7,5% ao ano.

### Idiomas
A maior parte da população, em 2000, falava romanche (51,8%), sendo o alemão a segunda mais comum (37,3%), e o italiano a terceira (5,6%). A população fala ou o dialeto Puter, do romanche, ou a variante Bündner do alemão suíço. Cerca de 68% da população compreende o romanche.
Até meados do século XIX, todos os residentes da vila falavam romanche, mas, devido ao aumento do comércio com outras regiões, seu uso começou a declinar. Em 1880, cerca de 86% da população falava o romanche como primeira língua; em 1910, eram 92%, em em 1941, 81%. Em 1970, os índices caíram a 65%, e, e, 2000, a 52%.  
| Idiomas em S-chanf |               |               |               |               |               |               |
| Idiomas            | Censo de 1980 | Censo de 1980 | Censo de 1990 | Censo de 1990 | Censo de 2000 | Censo de 2000 |
| Idiomas            | Número        | Percentual    | Número        | Percentual    | Número        | Percentual    |
| Romanche           | 344           | 74.46 %       | 336           | 66.67 %       | 321           | 51.77 %       |
| Alemão             | 74            | 16.02 %       | 129           | 25.60 %       | 231           | 37.26 %       |
| Italiano           | 26            | 5.63 %        | 27            | 5.36 %        | 35            | 5.65 %        |
| População          | 462           | 100 %         | 504           | 100 %         | 620           | 100 %         |

## Turismo e infraestrutura
S-chanf é um dos acessos para pedestres ao Parque Nacional Suíço, sendo próxima à confluência do Val Trupchun, uma área do parque exclusiva para pedestres, e a Engadina. No parque, podem ser encontradas marmotas, e, no alto das montanhas, o Steinbock, bode das montanhas, que representa o animal-símbolo do cantão dos Grisões.
Possui pelo menos dois hotéis: o Aurora e o Scaletta.
S-chanf é o destino final da Maratona de Esqui da Engadina, uma popular maratona de esqui, que tem sua partida em Maloja.
S-chanf também é usada como base do Exército suíço.
O hospício em La Chapella data aproximadamente de 1250. Foi abandonado ao final do século XVIII, e reaberto com outros propósitos (centro de férias), em 1967.
A capela de Susauna data de 1696, e tinha seus próprios pastores entre 1723 e 1834. Foi abandonada no século XX, e, atualmente, é habitada apenas sazonalmente.

## Galeria

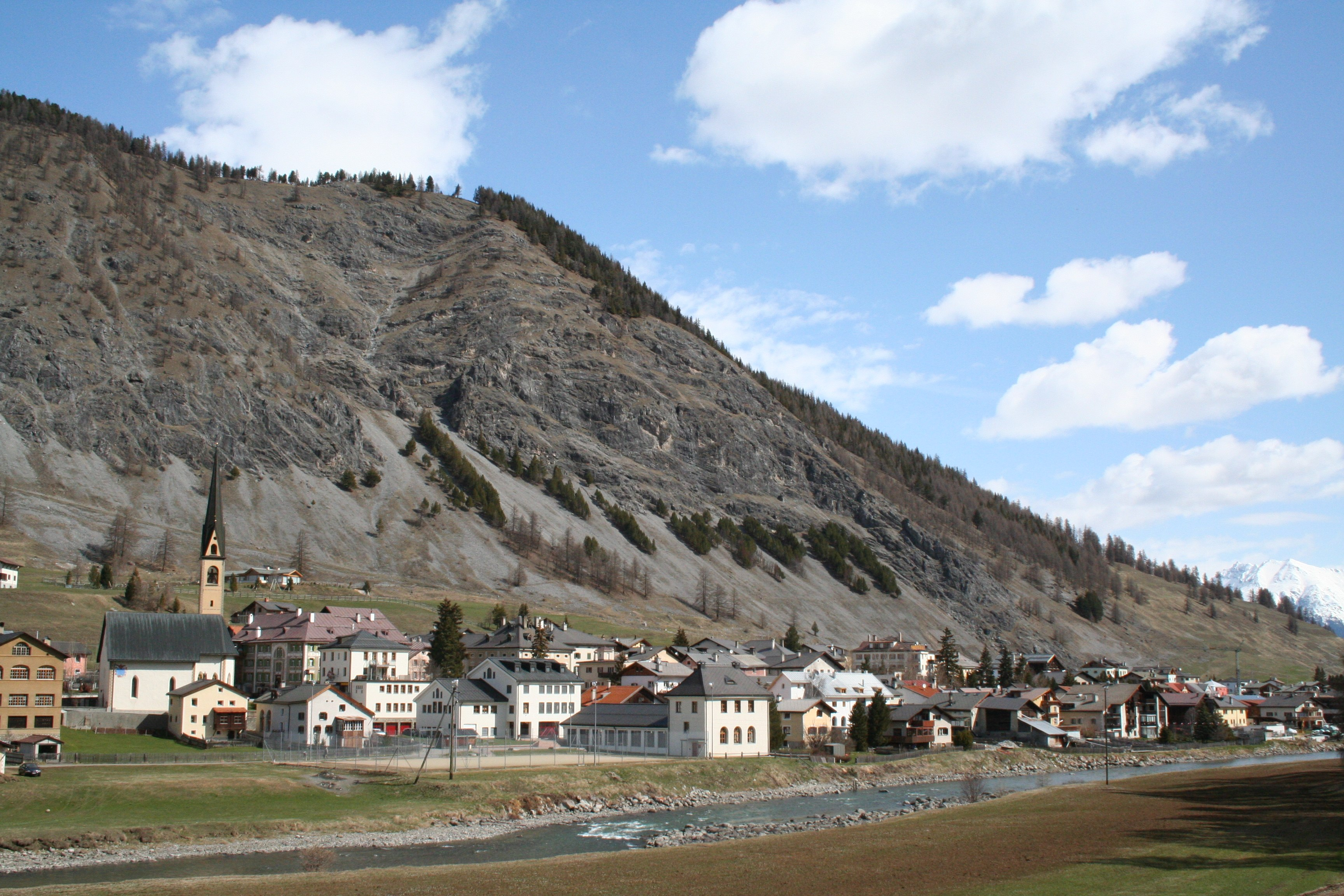
S-chanf
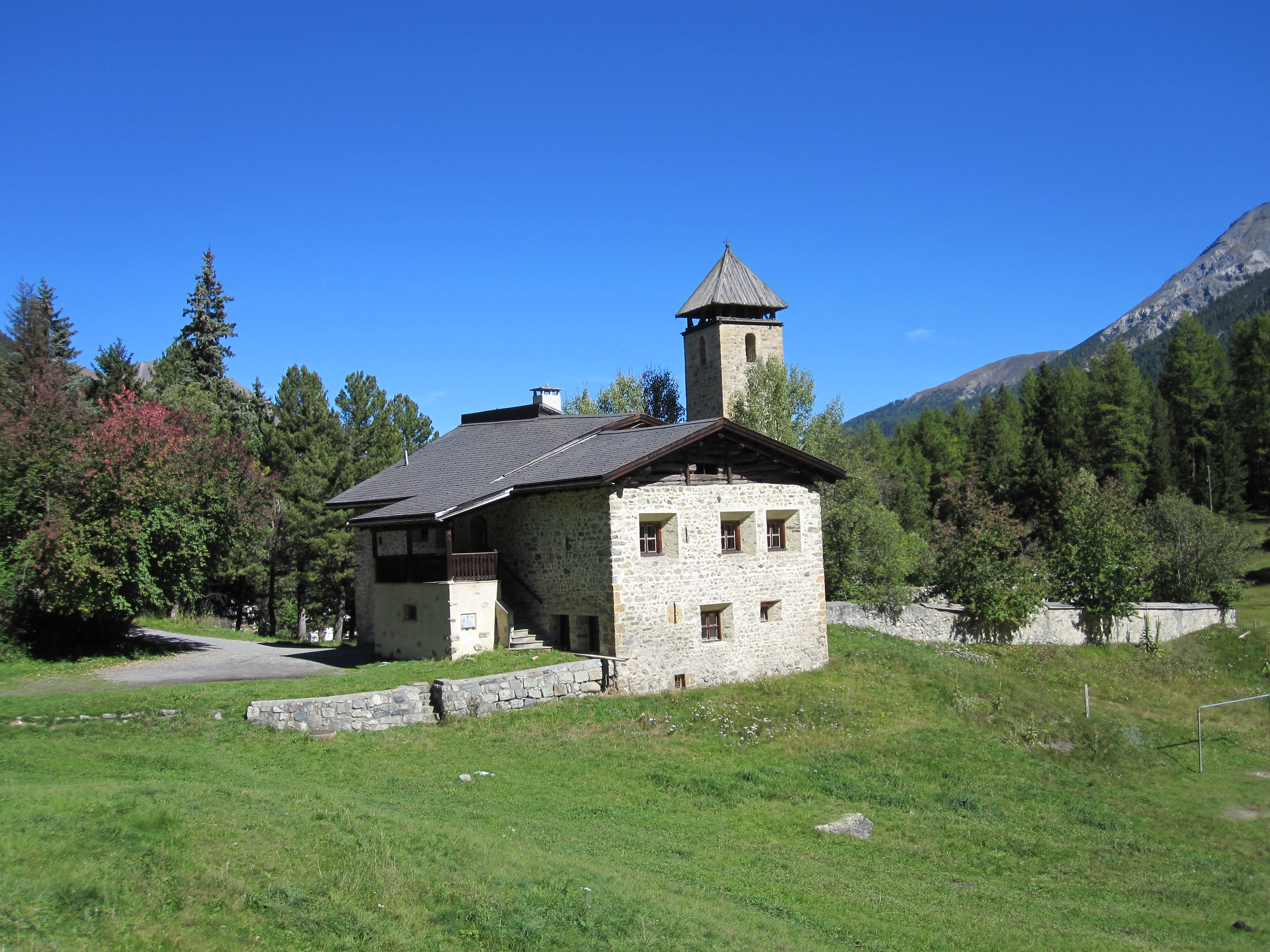
O Hospício La Chapella
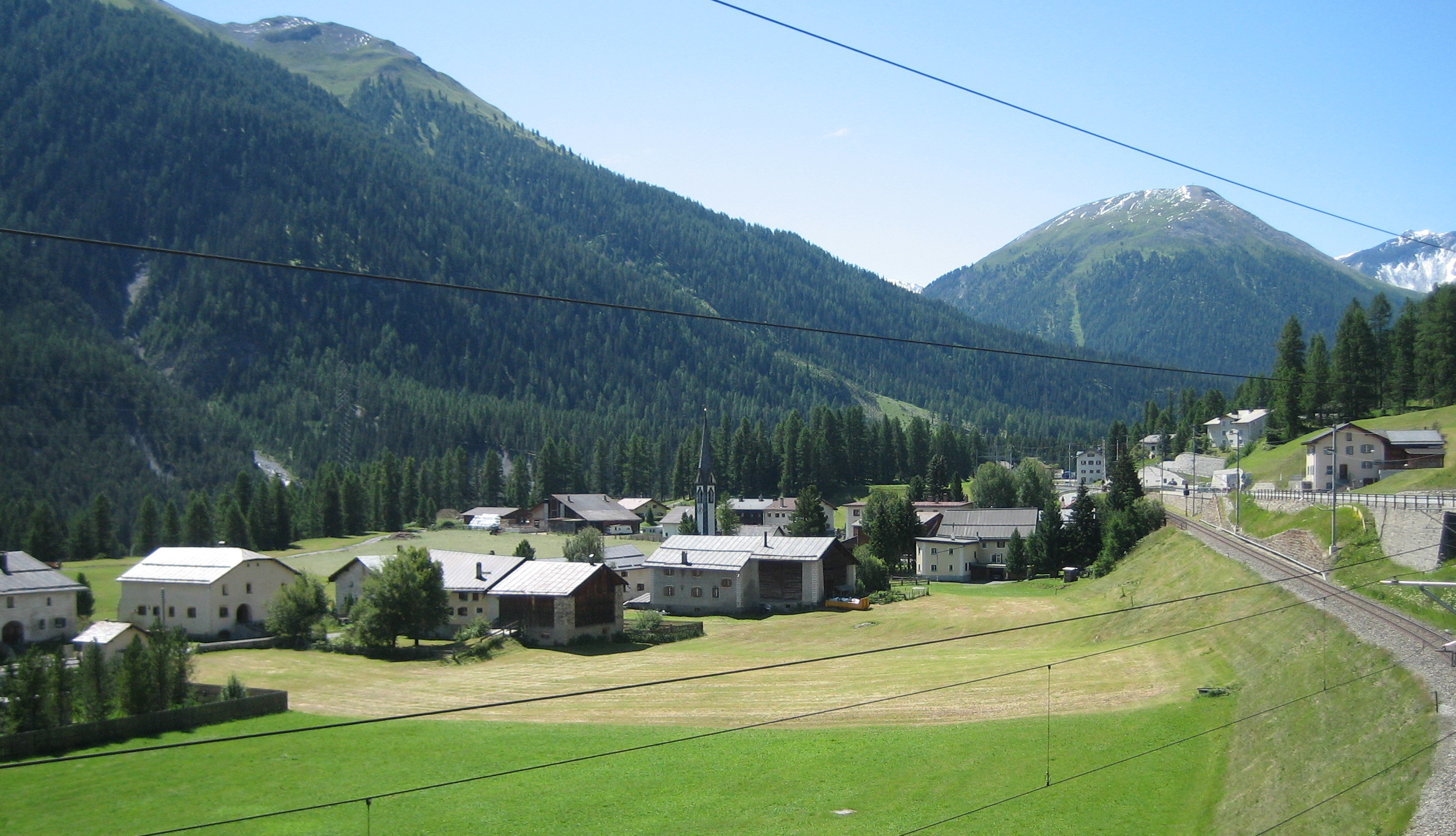
Vila de Cinuos-chel em S-chanf